# Mike Von Erich
Michael Brent Adkisson, född 2 mars 1964, död 12 april 1987, var en amerikansk fribrottare som tävlade under namnet Mike Von Erich. Hans fyra bröder David, Kerry, Kevin och Chris var också fribrottare. De var söner till fribrottaren Fritz Von Erich och medlemmar i Von Erich-familjen. Mike Von Erich begick självmord, 23 år gammal.